# Stockhorn Arena
Die Stockhorn Arena ist ein Fussballstadion in der Stadt Thun im Schweizer Kanton Bern. Zwischen 2007 und 2011 wurde die rund 170 Millionen Schweizer Franken teure Spielstätte des FC Thun nach Plänen von Pool Architekten aus Zürich in Zusammenarbeit mit Brügger Architekten aus Thun und IttenBrechbühl Architekten aus St. Gallen errichtet.
Die mit einem Kunstrasen versehene Arena dient nicht nur als Fussballstadion, sondern kann auch für kulturelle Events, diverse andere Sportveranstaltungen sowie für Kongresse, Bankette und Ausstellungen genutzt werden. Die Kapazität beläuft sich bei Sportveranstaltungen auf 10'000 Zuschauer.

## Lage & Verkehrsanbindung
Thun gilt als das «Tor zum Oberland». Die wichtigsten Verkehrsverbindungen ins Berner Oberland führen hier durch. Mit dem schweizerischen Nationalstrassennetz ist Thun durch die A6 mit den Autobahnanschlüssen Thun Nord und Thun Süd verbunden. Die Stockhorn Arena befindet sich an einer verkehrstechnisch idealen Lage, auf einem Gelände direkt neben der Ausfahrt Thun Süd. Zwischen der Autobahn und dem Stadion wurde das Panorama-Center errichtet, dessen Tiefgarage mit 900 Parkplätzen auch von den Stadionbesuchern genutzt werden kann. In unmittelbarer Nähe findet man ausserdem eine Tankstelle.
Wer mit dem öffentlichen Verkehr anreist, kann die Buslinie 3 benutzen. An Spieltagen fahren Extrabusse ab Bahnhof Thun zur Stockhorn Arena und zurück. Das Matchticket berechtigt zur Fahrt mit den öffentlichen Verkehrsmitteln.

## Allgemeine Informationen

### Stadion-Kapazität
Das Stadion hat bei Sportveranstaltungen ein Fassungsvermögen von rund 10'000 Zuschauern. Zur Verfügung stehen rund 7'600 Sitz-, 350 Business- sowie 2'000 Stehplätze für die Heimfans. Die Stockhorn Arena ist eine der grössten und modernsten der Challenge League. Die Einwohnerzahl von Thun beträgt 43'630 Personen (Stand: 31. Dezember 2021), womit die Arena immerhin Platz für rund 23 % der Stadtbevölkerung bietet. Bei anderen Events und Konzerten können bis zu 20'000 Zuschauer eingelassen werden. Die verglaste VIP-Zone (Lounge) des Stadions erstreckt sich über eine Fläche von rund 735 m² und verfügt unter anderem über eine Gourmetküche. Auch für Medienschaffende stehen in der Stockhorn Arena genügend gut ausgerüstete Plätze zur Verfügung, und zwar für 25 Vertreter von Printmedien sowie 25 TV- oder Radiostationen.

### Kunstrasen
Im alten Thuner Stadion Lachen wurde noch auf Naturrasen gespielt, der jedoch wegen seines kaum noch als bespielbar zu bezeichnenden Zustandes immer öfter in die Schlagzeilen geraten war. Man sprach im Zusammenhang mit dem in unmittelbarer Nähe des Thunersees gelegenen Spielfeld öfters von einem Acker, obwohl die Verantwortlichen alles unternahmen, um die Folgen von heftigen Regen- und Schneefällen, hohem Grundwasserpegel, aber auch von Überschwemmungen zu beheben. Nicht selten monierten gegnerische Trainer, dass die Verhältnisse irregulär seien. Aufgrund der mit Naturrasen gemachten Erfahrungen, aber auch aus wirtschaftlichen Überlegungen entschloss man sich dazu, in der neuen Arena Kunstrasen zu verlegen. Dieser Entscheid wurde von der Genossenschaft gemeinsam mit der Bauträgerschaft HRS/ARCO Real Estate gefällt. Die Wahl fiel auf einen hochqualitativen Kunstrasen neuester Generation, welcher von der UEFA und der FIFA anerkannt wird. Die künstliche Unterlage ermöglicht es den Stadionbetreibern, die Stockhorn Arena auch finanziell erfolgreich zu betreiben, da der Kunstrasen bei zusätzlichen Events beliebig belastet und genutzt werden kann, ohne den Spielbetrieb zu beeinträchtigen. Damit ging man in Thun den entgegengesetzten Weg zu Bern. Dort wurde der über lange Jahre genutzte Kunstrasen durch Naturrasen ersetzt, um wieder regelmässiger Austragungsort für den Schweizer Cupfinal oder Länderspiele der Nationalmannschaft sein zu können. Der Kunstrasen in der Stockhorn Arena wurde im Sommer 2016 erstmals komplett erneuert. Gleichzeitig wurde die Entwässerung unter dem Rasen optimiert. Im Juli 2024 erfolgte die zweite Erneuerung des Kunstrasens. Für die Dauer der Gruppenspiele der Women's Euro 2025 wird im Juli 2025 ein Naturrasen über den bestehenden Kunstrasen verlegt werden.

### Events
In der Stockhorn Arena werden nicht nur Fussballspiele des FC Thun ausgetragen, sondern auch die U21-Nationalmannschaft nutzt das Stadion wiederholt. Im September 2013 ging erstmals das Arena Fest über die Bühne – ein zweitägiger Musikevent, den man in einem Zweijahresrhythmus organisiert. Ein weiterer Anlass, der 2014 zum wiederholten Mal durchgeführt wurde, ist die Oldtimer Show auf der Esplanade. Aufgrund ihrer kompakten Grösse bietet sich die Stockhorn Arena ausserdem auch als Austragungsort für Businessevents und Kongresse an. Verantwortlich für die Akquisition und Organisation ist die Arena Thun AG.

### Mantelnutzung
Die Stockhorn Arena wird als Stadion mit Mantelnutzung bezeichnet, wenngleich es sich nicht um eine Mantelnutzung im klassischen Sinn handelt. Innerhalb des Arenagebäudes befinden sich zwar eine VIP-Zone mit einem Restaurant sowie das Pressekonferenzzimmer (87 m² gross, Platz für 65 Medienschaffende), das Studio des Stadion-TVs, die Spieler- und Schiedsrichterkabinen sowie weitere nicht öffentlich zugängliche Bereiche (wie z. B. ein Fitnessraum und eine Sauna für die Spieler). Daneben befinden sich innerhalb des Stadions nur noch die Büroräumlichkeiten der FC Thun AG sowie der Arena Thun AG. Die Mantelnutzung beschränkt sich beinahe ausschliesslich auf das in unmittelbarer Nähe des Stadions errichtete Einkaufszentrum, das zum erweiterten Gebäudekomplex zählt. Am 7. November 2009 wurde bekannt gegeben, dass die Liegenschaften-Betrieb AG (LiB-AG), ein Subunternehmen der Migros, die damals noch YB-Sponsor war, diese Immobilie erworben hatte. Zur Realisierung des Panorama-Centers, wie die Shopping Mall aufgrund der Aussicht auf die Stockhornkette über den Niesen bis hin zu Eiger, Mönch und Jungfrau genannt wird, waren Investitionen in der Höhe von 150 Millionen Franken notwendig. Neben der Migros sind auf den zur Verfügung stehenden 15'000 Quadratmetern unter anderem auch die Unternehmen OBI, Denner, H&M, Media Markt, Tally Weijl und Ochsner Sport zu finden. Weitere Angebote sind Restaurants, ein Gesundheitszentrum, ein Fitnessstudio sowie weitere Dienstleistungen.

## Management
Seit der Fertigstellung des Thuner Stadions gab es bereits zahlreiche Änderungen im Bereich Management und Strukturen, da die involvierten Parteien seit je unterschiedliche Auffassungen über die Strategien hatten.

### Genossenschaft Arena Thun
Eigentliche Besitzerin der Stockhorn Arena ist die Genossenschaft Arena Thun (GNFS, die sich bis zur 3. GV vom 2. Dezember 2012 Genossenschaft Fussballstadion Thun-Süd nannte). Die Gründungsversammlung fand am 15. Februar 2008 in Thun statt. Eine Woche später wurde die Genossenschaft ins Handelsregister aufgenommen und die Gründung am 28. Februar 2008 im Schweizerischen Handelsamtsblatt Nr. 41 publiziert. Die GNFS war verantwortlich für alle mit dem Bau des Stadions zusammenhängenden Aufgaben (Zusammenarbeit mit Investoren und Planern, Einholung der Baubewilligung etc.). Sie erstellte ausserdem das zu Beginn gültige Betriebskonzept und plante den Aufbau der Betriebsgesellschaft Arena Thun AG.

### Arena Thun AG
Die Arena Thun AG (ATAG), die am 25. März 2010 unter dem Namen Stadion Thun AG gegründet wurde, ist eine hundertprozentige Tochterfirma der Genossenschaft Arena Thun. Die Vermarktung der Stockhorn Arena und zunächst auch des FC Thun war eine der Hauptaufgaben der ATAG. Sie war zu Beginn für den gesamten Stadionbetrieb verantwortlich und infolgedessen auch für die Durchführung der Fussballspiele des Clubs. Zunehmende Spannungen zwischen der Arena Thun AG sowie der FC Thun AG führten dazu, dass man sich am 25. Juli 2012 darauf einigte, die Verwaltungsräte der beiden unabhängigen Aktiengesellschaften zu durchmischen. Es sollten zwei Verwaltungsräte benannt werden, die sowohl in der FC Thun AG als auch in der Arena Thun AG Einsitz nehmen, und je ein Präsident, der nur seiner Gesellschaft vorsteht und den Stichentscheid fällt. Doch auch dieses Konzept war nicht erfolgreich. Anfang März 2013 wurde bekannt gegeben, dass die Arena Thun AG alle mit dem Spielbetrieb des Fussballclubs zusammenhängenden Aufgaben ab 1. Juli 2013 an die FC Thun AG abgibt, also auch die Vermarktung und das Ticketing. Seit Juli 2013 ist die Arena Thun AG daher nur noch für die Organisation und Durchführung einer Vielzahl anderer Veranstaltungen zuständig.

### FC Thun AG
Der Fussballclub Thun (FCT) besitzt keine Anteile an der Stockhorn Arena. Er verfügt ausschliesslich über ein Nutzungsrecht. Ab Eröffnung des Stadions bis und mit Ende Saison 2012/13 hatte der Club auch keinerlei Aufgaben im Zusammenhang mit der Durchführung der Heimspiele. Da der FCT somit auch keine Einnahmen durch das Ticketing generieren konnte, wurde er von der Arena Thun AG mit einem alljährlich neu definierten Betrag vergütet, der vom Bruttogewinn der Arena abhängig war. Je weniger Geld die Arena also gesamthaft einnahm, umso weniger stand für den Sport zur Verfügung. Aus diesem Grund sah die FC Thun AG die Spielberechtigung für die Super League in Gefahr und drängte bei der Arena auf Anpassungen, welche auf den 1. Juli 2013 wirksam wurden. Seither ist der Fussballclub wieder selbst für die Vermarktung und das Ticketing verantwortlich, muss der Arena Thun AG jedoch neu Miete bezahlen.

### Vorgeschichte
Carlos Reinhard, der erste Verwaltungsratspräsident der Genossenschaft Arena Thun, war ein ehemaliges Verwaltungsratsmitglied der FC Thun AG (ehemals FC Thun Betriebs AG). Er hatte dieses Mandat von Mai 2007 bis Juni 2008 inne und hatte somit von Februar 2008 (Gründung der Genossenschaft) bis Juni 2008 (Neuwahlen FC Thun AG) ein Doppelmandat. Während dieser Zeit schlossen beide Parteien eine Vereinbarung, wonach die Genossenschaft dem FC Thun einen Drittel des Aktienkapitals von 10'000 Aktien (sprich 3'334) für 500'000 Franken hätte abkaufen können. In einem später aufgesetzten Zusatzvertrag wurde festgelegt, dass die Aktien zunächst nicht veräussert werden, da die Genossenschaft als potenzielle Käuferin zum damaligen Zeitpunkt nicht sicher sein konnte, ob die FC Thun AG den damals drohenden Konkurs würde abwenden können.
Der im Mai 2008 gewählte Verwaltungsrat (VR) der FC Thun AG wollte erreichen, dass die Investoren, die Genossenschaft und die FC Thun AG drei möglichst paritätische Kräfte darstellen, und versuchte an der Generalversammlung 2008, einem Machtgewinn der Genossenschaft entgegenzuwirken, indem eine Stimmkraftbegrenzung eingeführt werden sollte. An künftigen Generalversammlungen wäre es sonst für die Genossenschaft ein Leichtes gewesen, Statutenänderungen der FC Thun AG abzulehnen, für die der VR eine Zweidrittelmehrheit benötigt hätte. In diesen Bemühungen des Verwaltungsrats sahen die Investoren, als Vertreter der Genossenschaft, einen Vertragsbruch. Diese hatten sich nämlich bereit erklärt, dem FC Thun während dreier Jahre ein Darlehen von einer Million Franken pro Saison zukommen zu lassen. Nur dank dieser Summe konnte Anfang 2008 der Spielbetrieb der ersten Mannschaft aufrechterhalten werden. Im Gegenzug zu dieser finanziellen Unterstützung sicherten sich die Investoren mit aktuellen und künftigen Spielerrechten ab und bestanden darauf, auch bei anderen Entscheidungen entsprechenden Einfluss nehmen zu können. Anlässlich der Generalversammlung vom 28. Oktober 2008 bewilligten die Aktionäre der FC Thun AG schliesslich einen von den involvierten Parteien ausgehandelten Kompromiss: Die Genossenschaft Fussballstadion Thun-Süd konnte damit laut Vertrag 30 Prozent der Aktien der FC Thun AG erwerben. Knapp ein Jahr später, am 22. Oktober 2009, lag die Baubewilligung für das Stadion in Thun-Süd vor, und somit wurde, wie von den Investoren angekündigt, das Darlehen in eine Schenkung umgewandelt.

## Geschichte

### Bau
Die öffentliche Finanzierung eines neuen Stadions für den FC Thun als Ersatz für das Stadion Lachen stiess 2006 bei den Stimmbürgern auf Ablehnung. Finanziert wurde das Projekt daher vom Unternehmen HRS. Nach der Unterzeichnung der Verträge im Jahr 2007 und der in einer Abstimmung bewilligten Umzonung des vorgesehenen Baugrunds im Jahr 2008 begann der Bau im Frühjahr 2010 und konnte im Sommer des nächsten Jahres abgeschlossen werden. Dasselbe gilt für das im Projekt inbegriffene Einkaufszentrum Panorama-Center.

### Eröffnung
Am 9. Juli 2011 wurde die Stockhorn Arena mit einem Freundschaftsspiel zwischen dem FC Thun und dem 1. FC Köln eingeweiht. Die Kölner absolvierten ihre Saisonvorbereitung in Österreich und legten davor einen kurzen Zwischenstopp im Berner Oberland ein. Die vor 8000 Zuschauern ausgetragene Partie endete mit einem 2:2-Unentschieden. Das erste Tor im neuen Stadion schoss der Kölner Milivoje Novakovič nach knapp fünf Minuten. Die ersten Treffer für die Thuner schossen Dennis Hediger (72.) und Milaim Rama (78.). Im Rahmen eines Tages der offenen Tür erhielten die Besucher an diesem Wochenende auch Einblick in die Stadion-Infrastruktur.
Aufgrund der grossen logistischen Herausforderung wurde darauf verzichtet, die Eröffnungszeremonie mit einem Konzert zu verbinden. Dieses wurde Anfang September nachgeholt. Der bekannte Schweizer Mundart-Rocker Gölä lockte 20'000 Zuschauer an die erste grosse Show in der Stockhorn Arena. Weitere Interpreten waren Polo Hofer und Hanery Amman und der Thuner Bluesmusiker Philipp Fankhauser. Nicht zuletzt trat Florian Ast als Gastmusiker zusammen mit Gölä auf.

### Name
Während der Bauphase wurde die neue Spielstätte des FC Thun in Anlehnung an die nahegelegene Autobahnausfahrt «Fussballstadion Thun Süd» genannt. Schon vor der Fertigstellung des Stadions versuchten die Arenaverantwortlichen einen Namenssponsor zu finden. Die Höhe der geforderten Summe sowie der Wunsch nach einem langfristigen Engagement (mindestens 8–10 Jahre) schreckten potentielle Interessenten jedoch ab. Da die Suche erfolglos verlief, erhielt das Stadion die neutrale Bezeichnung «Arena Thun».
Im Februar 2014 erwarb die Stockhornbahn AG die Namensrechte an der Spielstätte des FC Thun. Der mit sofortiger Wirkung in Kraft getretene Vertrag hat eine Laufzeit bis in das Jahr 2025. Über den finanziellen Rahmen vereinbarten die Vertragspartner Stillschweigen. Die nachgeschobene Taufe und Einweihung der Stockhorn Arena fand im Rahmen der Ligapartie gegen den FC Aarau am Wochenende des 12./13. April 2014 statt.

### Lärmstreit
Wegen einer Überschreitung des erlaubten Lärmpegels um zwei Dezibel brach im Sommer 2012 ein Streit zwischen den Stadionerbauern und einigen Thuner Bürgern aus. Dem FC Thun, als nicht direkt beteiligter Partei, wurde aufgrund der Auseinandersetzung eine Zuschauerbeschränkung von 6000 Besuchern auferlegt. Der Streit wurde mittlerweile beigelegt, die Beschränkung aufgehoben.
In der Schweiz wird die deutsche Sportanlagen-Lärmschutzverordnung angewendet, bei der 50 Dezibel als zulässig gewertet werden (als Vergleich ein durchschnittlicher Rasenmäher: 70 Dezibel). Messungen der Fachstelle Lärmakustik/Lasertechnik der Kantonspolizei ergaben, dass der Wert bei 6000 Zuschauern gerade noch eingehalten wurde. Bei ausverkauften Rängen werde der Wert jedoch um rund zwei Dezibel überschritten. Weil der damalige Thuner Regierungsstatthalter den Stadionbetreibern bei der Eröffnung der Arena nur eine provisorische Betriebsbewilligung erteilt hatte – unter anderem mit der Auflage, zusätzliche Lärmschutzmassnahmen umzusetzen, sollte es zu laut sein –, wurde von der HRS gefordert, die Lücke zwischen Stadionobergeschoss und Tribünendach zu schliessen. Dieser Aufforderung war das Unternehmen nicht gefolgt, mit der Begründung, dass der Grossteil des Lärms über das Dach entweiche.
Relevant ist bei der Beurteilung der Lärmbelastung auch der Zuschauerschnitt des FC Thun. Dieser lag in der Saison 2010/11 bei 4792 Personen, in der darauffolgenden Saison bei 6100 und 2012/13 bei 5328, was belegt, dass der Lärmpegel nur in Ausnahmefällen überschritten worden wäre. Konkret: die einzigen Partien, bei denen der Zuschauerschnitt des FC Thun die Marke von 6000 Zuschauern jeweils markant übersteigt und mit einem annähernd ausverkauften Stadion und somit einer Überschreitung des Lärmpegels zu rechnen ist, sind die zweimal pro Saison ausgetragenen Derbys gegen die Berner Young Boys (YB). So war das Stadion bei der Direktbegegnung vom 10. Dezember 2011 ausverkauft, und bei der Partie vom 13. Mai 2012 besuchten immerhin 9118 Zuschauer die Arena.
Nachdem der FC Thun bereits zwei Heimspiele in der Saison 2012/13 ausgetragen hatte, ohne dass gegen die fehlenden Lärmschutzwände protestiert worden wäre, und das Heimspiel gegen die Young Boys anstand (27. September 2012), erwirkten einige Thuner eine superprovisorische Verfügung (erlassen von der Bau-, Verkehrs- und Energiedirektion), aufgrund der nicht mehr als 6000 Tickets für das Berner Derby abgesetzt werden durften. Weil der Thuner Regierungsstatthalter es in der Folge unterliess, eine von ihm angeordnete Aufhebung der Zuschauerbeschränkung und eine Projektänderung bezüglich Lärmschutzmassnahmen zu publizieren, übergab die Justiz-, Gemeinde- und Kirchendirektion (JGK) das Dossier im März 2013 dem Regierungsstatthalteramt Bern-Mittelland, nachdem die beschwerdeführenden Bewohner ein Ablehnungsbegehren gestellt hatten. Für das Play-off-Spiel der Europa League gegen Partizan Belgrad am 29. August 2013 wurde die Beschränkung aufgehoben, ebenso für die drei Heimspiele der Gruppenphase. Am 13. Dezember 2013 konnte im Lärmstreit schliesslich eine Einigung erzielt werden.

## Galerie

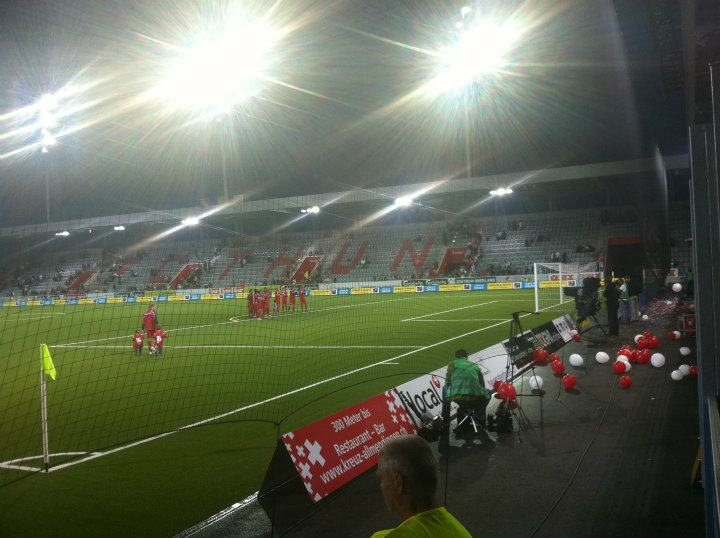
Innenansicht
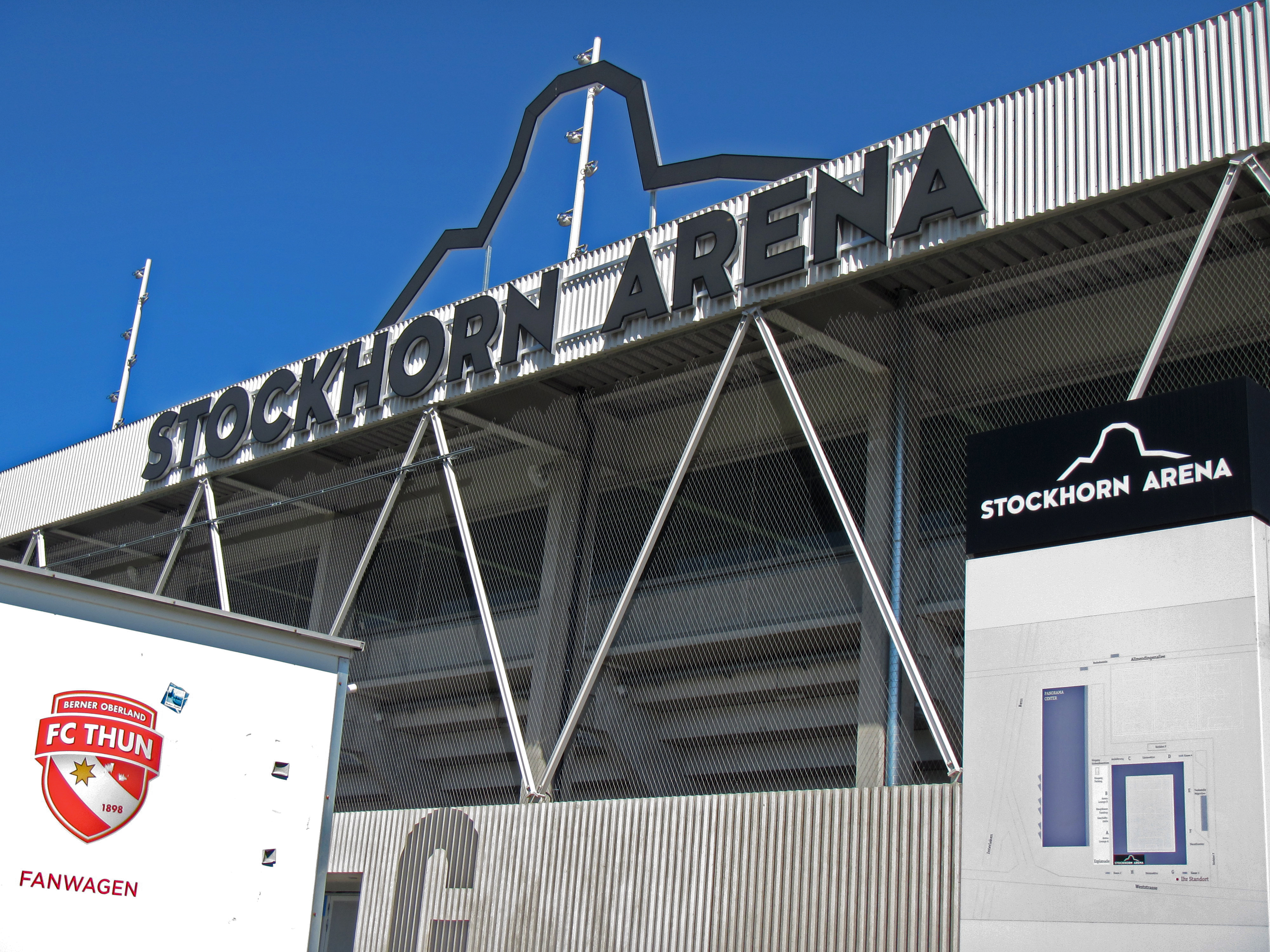
Aussenansicht (Detail mit Logo, Fanwagen und Infotafel)
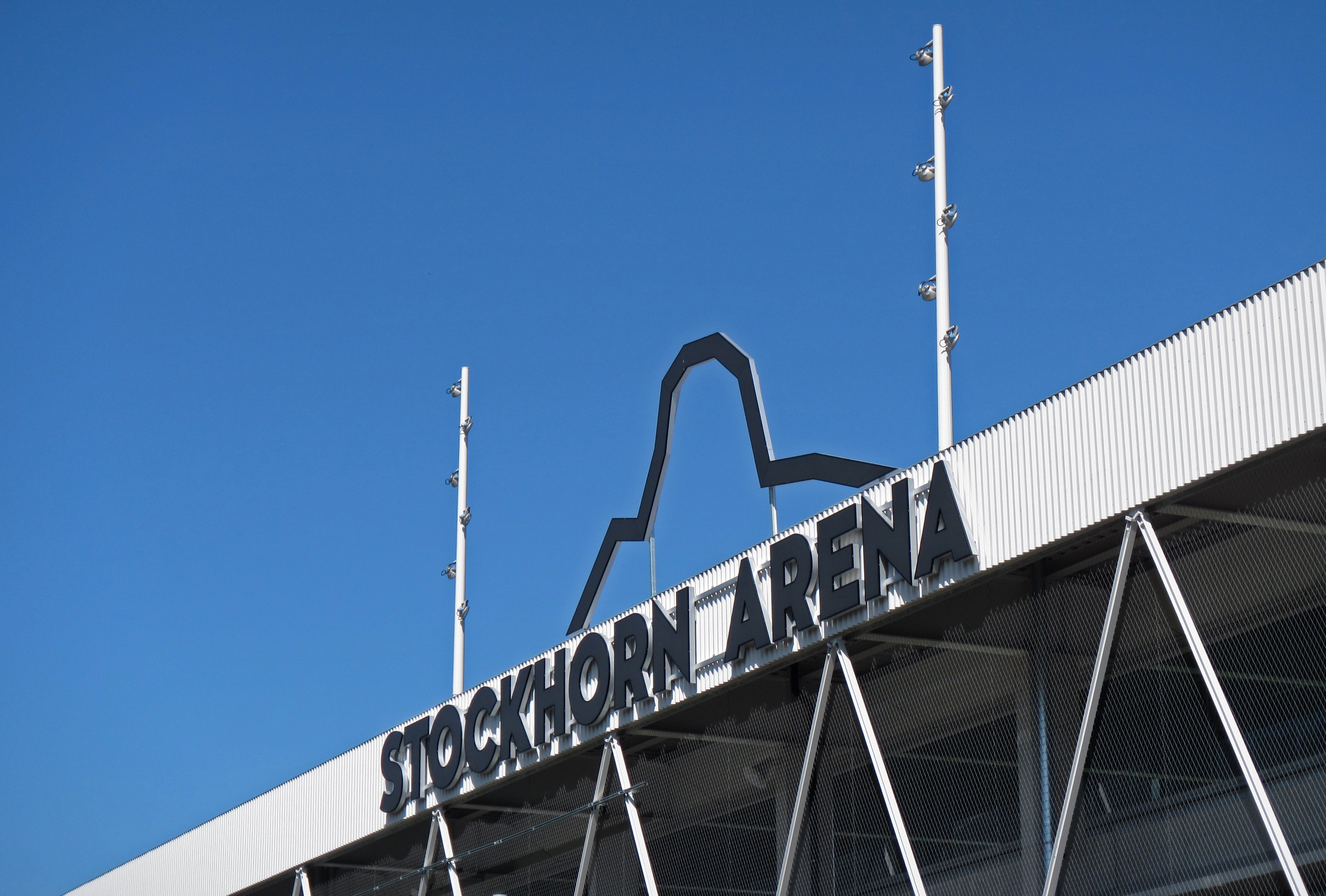
Detailansicht Logo
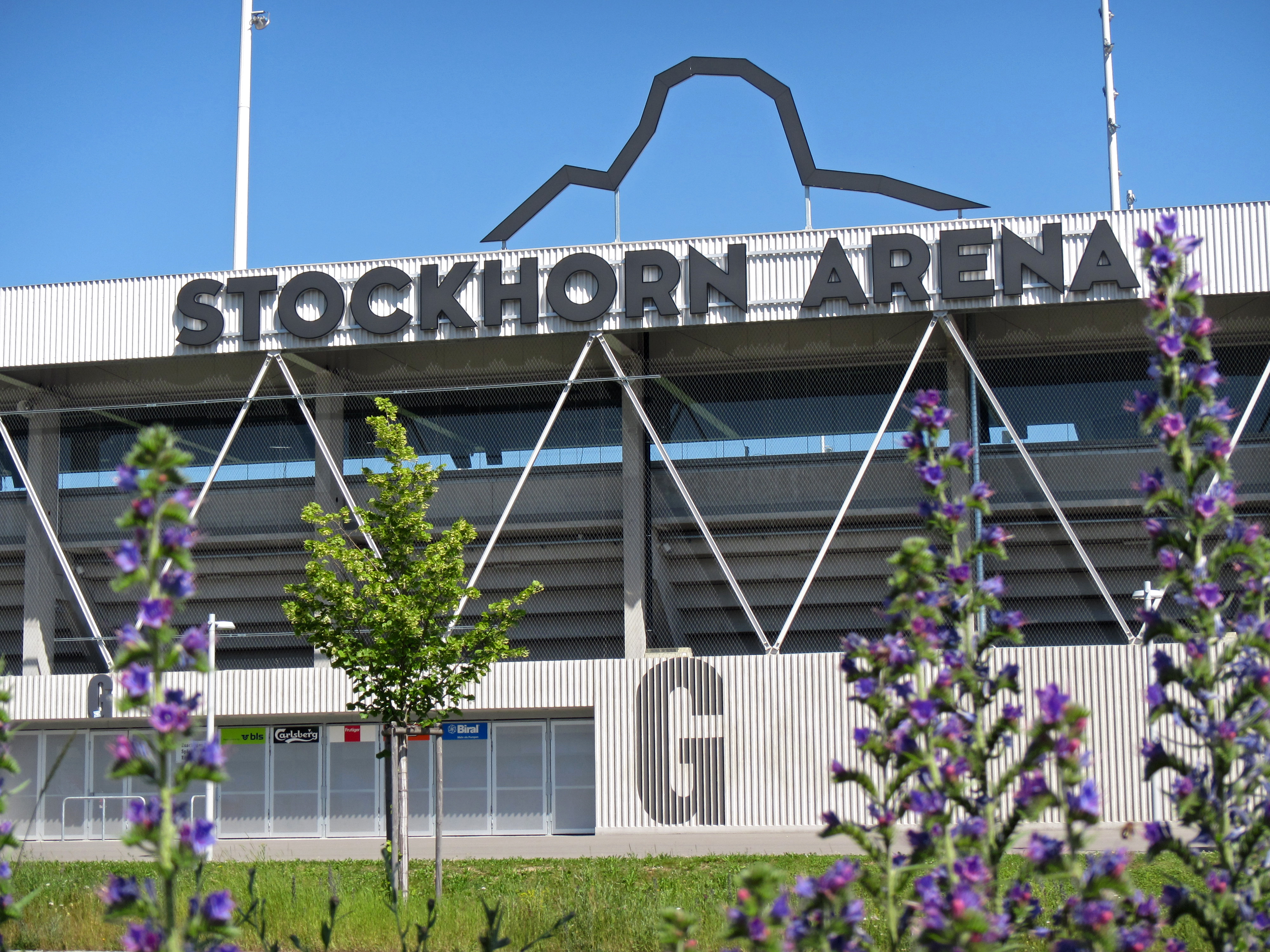
Aussenansicht (Detail mit Logo)
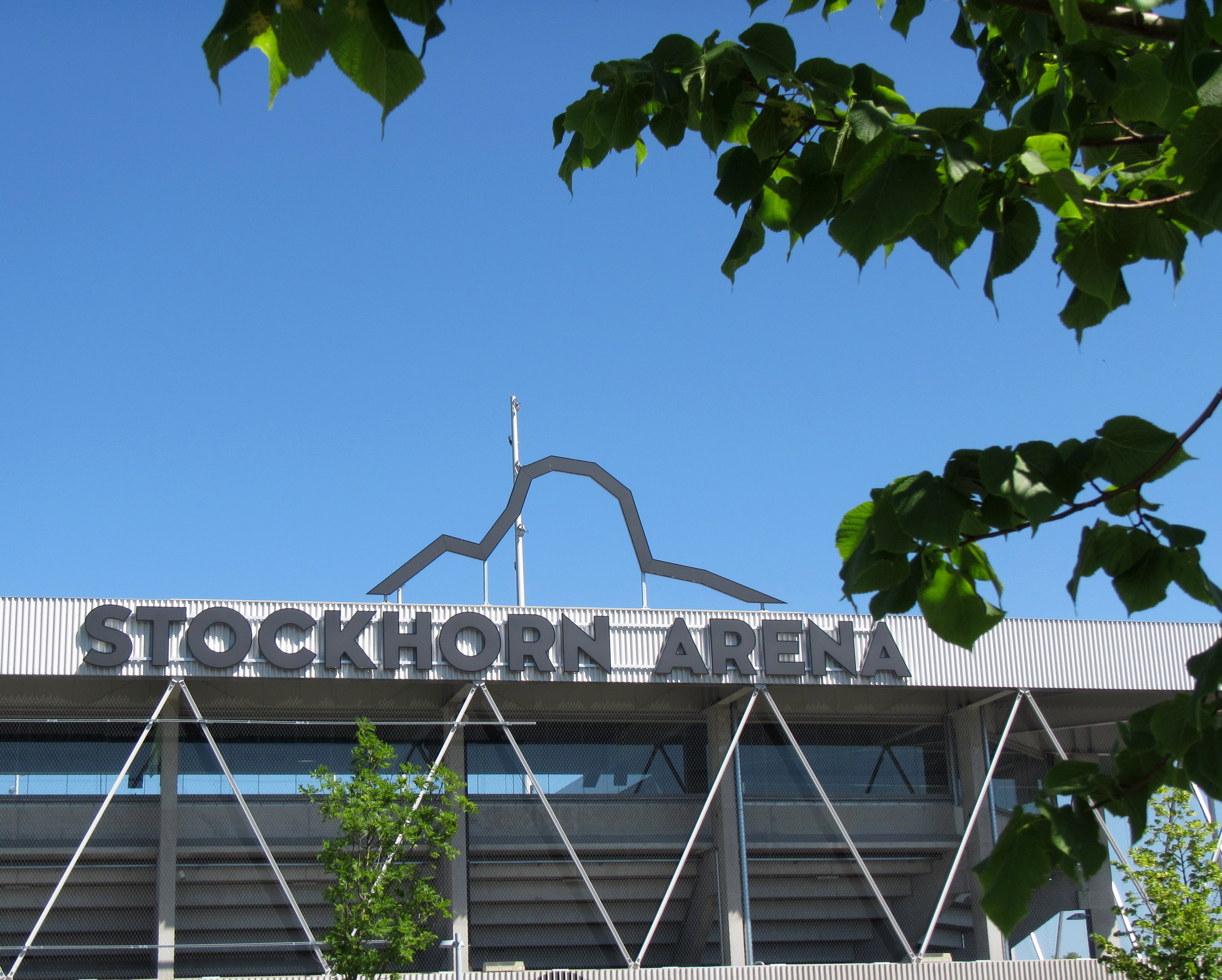
Aussenansicht (Detail mit Logo)
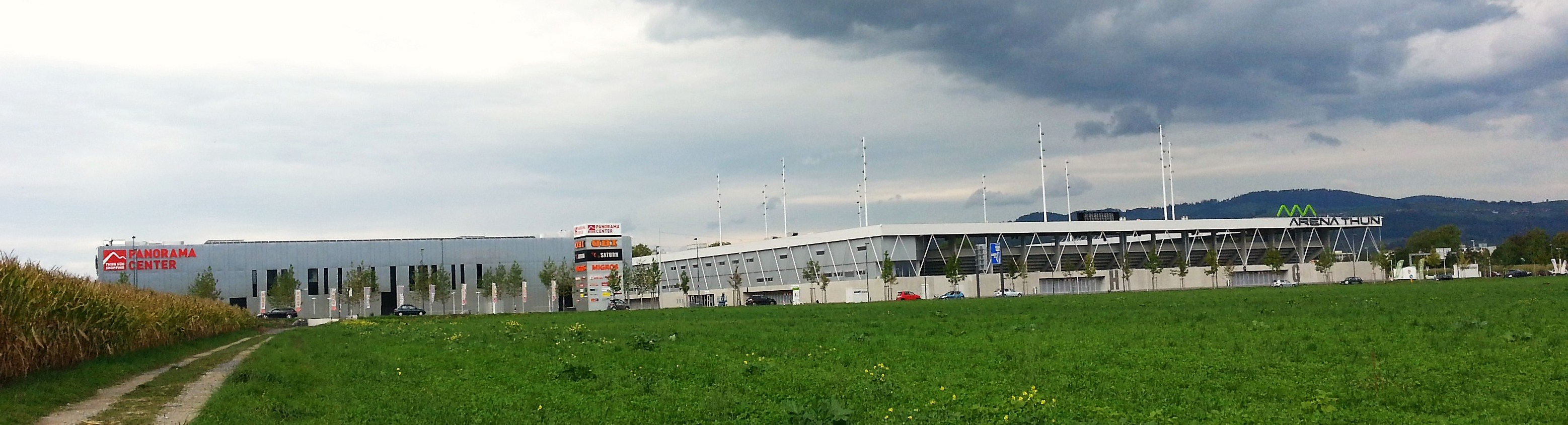
Panorama
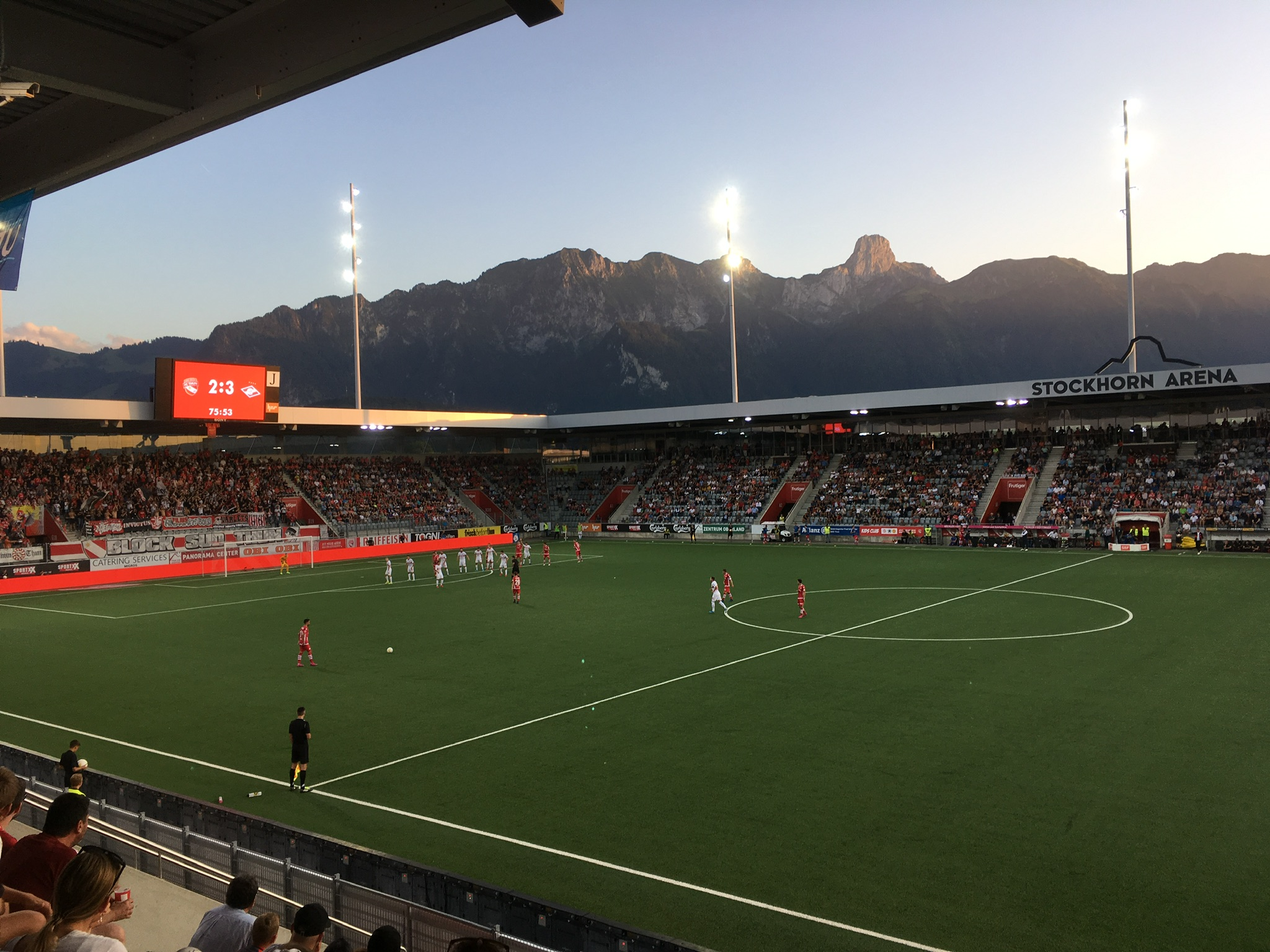
Das Stadion während eines Europapokalspiels gegen Spartak Moskau